# Karl Waller
Karl Waller (* 8. März 1892 in Stade; † 15. Mai 1963 in Cuxhaven) war ein deutscher Lehrer und Heimat- und Vorgeschichtsforscher des Elbe-Weser-Raumes, der sich besonders mit der Sachsenforschung beschäftigte.

## Biografie
Waller hielt sich bis zum Ende seiner Lehrerausbildung   in Stade auf, wo sich die ersten Kontakte mit vorgeschichtlichen Funden ergaben. 1912 trat er eine Stelle als Landlehrer in Hetzwege bei Scheeßel an, 1917 folgte die Versetzung an die Volksschule in Cuxhaven-Döse, an der er bis zu seiner Pensionierung im März 1957 wirkte.
Im Sommer 1921 begann seine rund 40 Jahre andauernde Forschungstätigkeit, die ihren Niederschlag in mehr als 100 Arbeiten und Veröffentlichungen fand. Im Mai 1924 wurde er zum ehrenamtlichen Kulturpfleger für die Stadt Cuxhaven, 1938 auch für den Landkreis Hadeln (Kreiskulturpfleger) bestellt. Unter seiner Leitung fanden zahlreiche Ausgrabungen und Notbergungen statt, unter anderem in Duhnen, Sahlenburg, Stickenbüttel, Berensch, Altenwalde, Holte-Spangen, Oxstedt und Gudendorf. Dabei wurden wichtige Gräberfelder und Siedlungsplätze vor allem der Chauken und Sachsen erschlossen. Waller rief später die Sachsenforschung ins Leben, aus der 1949 die „Internationale Arbeitsgemeinschaft für Sachsenforschung“ hervorging.

## Ehrungen
- Waller wurde 1955 korrespondierendes Mitglied des Deutschen Archäologischen Instituts.
- 1957 wurde ihm das Bundesverdienstkreuz am Bande verliehen.
- 1961 erhielt er den Hermann-Allmers-Preis für Heimatforschung.
- Von der Historischen Kommission für Niedersachsen zum Mitglied gewählt, wurde er vom Heimatbund der „Männer vom Morgenstern“ zum Ehrenmitglied ernannt.
- 1963 erhielt das Cuxhavener Museum für Vor- und Frühgeschichte 1964 den Namen Karl-Waller-Museum für Vor- und Frühgeschichte
- 1976 wurde in Cuxhaven der frühere Galgenbergsweg zwischen Stickenbüttel und Sahlenburg in Karl-Waller-Weg umbenannt.

## Veröffentlichungen (Auswahl)
- Der Galgenberg bei Cuxhaven. Die Geschichte einer germanischen Grab- und Wehrstätte an der Elbmündung in der Gemarkung Sahlenburg (= Hamburger Schriften zur Vorgeschichte und germanischen Frühgeschichte Bd. 1). Kabitzsch, Leipzig 1938
- Ein elbgermanischer Fibelfund aus der Oxstedter Heide bei Cuxhaven in Die Kunde 12, 1944, S. 47–48.
- 1957: Das Gräberfeld von Altenwalde Kreis Land Hadeln. Verlag Hamburgisches Museum f. Völkerkunde u. Vorgeschichte
- 1961: Die Anfänge fries.Besiedlung der Geest. In: Jahrbuch der Männer vom Morgenstern Nr. 42 u. Nr. 53
- 1962: Führer durch Cuxhaven; Verlag Oliva